# 許清安
許清安（英語：Hui Ching On），前任香港東區區議會城市花園選區區議員，報稱獨立，身兼香港岛各界联合会成員及福建社團聯會常務會董，職業是法律及財務顧問。
在區議員任期內，許清安曾擔任文康及社區建設服務委員會、交通及運輸事務委員會、食物、環境及衞生委員會，以及規劃、工程及房屋委員會的委員。
2019年香港區議會選舉，許不敵泛民主派對手「北炮同盟」、任職北角一家銀行的仇栩欣，以249票之差落敗，無法連任。

## 參選歷史
| 選舉                 | 競選職位   | 選區     | 結果     | 所得票數 | 對手           | 資料來源     |
| -------------------- | ---------- | -------- | -------- | -------- | -------------- | ------------ |
| 1999年香港區議會選舉 | 東區區議員 | 城市花園 | 當選     | 995      | 蕭健恆、朱奉慈 | [ 5 ]        |
| 2003年香港區議會選舉 | 東區區議員 | 城市花園 | 自動當選 |          |                | [ 6 ]        |
| 2007年香港區議會選舉 | 東區區議員 | 城市花園 | 當選     | 1,698    | 陳家明         | [ 7 ]        |
| 2011年香港區議會選舉 | 東區區議員 | 城市花園 | 當選     | 2,160    | 熊百祥         | [ 8 ]        |
| 2015年香港區議會選舉 | 東區區議員 | 城市花園 | 自動當選 |          |                | [ 9 ] [ 10 ] |
| 2019年香港區議會選舉 | 東區區議員 | 城市花園 | 落選     | 2,557    | 仇栩欣、樊熙泰 | [ 3 ]        |

## 爭議
雖然許清安報稱獨立，但有報導稱他實際上是建制派的一員。
城市花園社區主任仇栩欣批評許清安工作怠惰，四年來在16次區議會大會的發言總時間只有82秒，而且長期未能解決鼠患、違例泊車等區內問題。